# ياسين سيليك
ياسين سيليك (بالتركية: Yasin Çelik)‏ هو لاعب كرة قدم تركي، ولد في 8 أبريل 1975 في ألمانيا. شارك مع منتخب تركيا لكرة القدم. أما مع النوادي، فقد لعب مع أنقرة غوجو وقونيا سبور.

## مسيرته الكروية
لعب ياسين سيليك خلال مسيرته الاحترافية مع 4 أندية في أربعة عشر موسمًا وسجل خلالها 9 أهداف ضمن 333 مباراة. ولم يفز بأي موسم بالكأس أو بالدوري.
خاض ياسين سيليك مسيرته مع صقارية سبور ‏ في موسم 1997–98 في المرة الأولى لمدة موسم واحد ثم في موسم 2000–01 واستمر معه طيلة ثلاثة مواسم ثم في موسم 2007–08 لمدة موسم واحد، مشاركًا طوالها في 128 مباراة سجل خلالها هدفين. ثم انتقل إلى نادي أنقرة غوجو في موسم 1999–00 في المرة الأولى لمدة موسم واحد ثم في موسم 2006–07 ولمدة موسمين، حيث شارك طوالها في 50 مباراة سجل خلالها هدفا وحيدًا. لينتقل بعدها إلى نادي قونيا سبور في موسم 2002–03 ليلعب معه خمسة مواسم، مشاركًا في 136 مباراة سجل خلالها 6 أهداف. ثم انتقل إلى Kartal S.K. ‏ في موسم 2008–09 لمدة موسم واحد، مشاركًا في 19 مباراة ولم يسجل أي هدف.

## وصلات خارجية
- ياسين سيليك على موقع اتحاد تركيا (لاعب) (الإنجليزية)
- ياسين سيليك على موقع اتحاد تركيا (مدرب) (الإنجليزية)
- ياسين سيليك على موقع قاعدة بيانات كرة القدم.إي يو (الإنجليزية)
- ياسين سيليك على موقع ناشيونال فوتبول تيمز (الإنجليزية)
- ياسين سيليك على موقع عالم كرة القدم.نت (الإنجليزية)